# Józef Łempicki (sybirak)
Józef Łempicki (zm. 1861) – właściciel ziemski.
W 1833 roku był zamieszany wraz z żoną Wiktorią w sprawę Marcelego Szymańskiego. Zesłany na Syberię. Jego pogrzeb w 1861 roku w Warszawie przerodził się w manifestację patriotyczną.